# Matteo Franzoni
Il Serenissimo Matteo Franzoni (Genova, 2 ottobre 1682 – Genova, 11 gennaio 1767) fu il 165º doge della Repubblica di Genova.

## Biografia

Stemma nobiliare dei Franzoni

### Primi anni
Figlio di Stefano Franzoni e Maddalena Pozzo, nacque a Genova il 2 ottobre 1682; il battesimo fu celebrato il 24 marzo 1683 nella chiesa di San Matteo. Iscritto nel libro della nobiltà genovese dal 5 dicembre 1701, Matteo Franzoni dopo aver ricevuto gli ordini minori scelse una vita in favore del celibato. Tra le sue passioni nate in giovinezza vi furono la poesia e le materie letterarie che nel 1705 lo portarono a frequentare la Colonia ligustica, quest'ultima fondata a Genova il 19 febbraio di quell'anno da Giovanni Bartolomeo Casaregi e affiliata all'Accademia dell'Arcadia. Alcuni sonetti del Franzoni verranno letti nella celebrazione d'insediamento di neo quattro dogi della prima metà del XVIII secolo.
Parallelamente intraprese i suoi primi incarichi e mansioni nella vita pubblica: al magistrato del Vino e del Sale, protettore di San Giorgio e supremo sindacatore, incaricato dell'armamento contro i Barbareschi, presidente della deputazione per il Marchesato di Finale, commissario della fortezza di Savona e commissario generale ad arma nella Riviera di Levante. Fu ancora procuratore della Repubblica nel 1724 (a ancora nel 1748) e governatore nel 1737.
Nel corso di una seduta del Minor Consiglio del 1743 la persona del Matteo Franzoni venne indicata quale capogruppo di un numero di deputati che fortemente volle appoggiare l'allenanza della Repubblica di Genova alle potenze franco-spagnole nel corso della guerra di successione austriaca: un'unione, stipulata nel 1745, che portò poi alla disfatta genovese e la conseguente occupazione degli Austriaci (6 settembre 1746).
In una Genova ora invasa dall'esercito imperiale e al comando del generale Antoniotto Botta Adorno, il Franzoni fu designato, assieme ad altri rappresentanti della nobiltà genovese, quale portavoce delle problematiche locali alla corte di Vienna; un confronto che non ebbe luogo per decisione dello stesso Adorno. E proprio contro il generale di stanza a Genova mosse un appello in una riunione del Minor Consiglio, ribadendo inoltre con franchezza la sua fedeltà verso l'alleanza franco-spagnola. Il 22 ottobre, in un'altra seduta, meditò e forse propose un colpo di stato contro l'invasore austriaco e ne approfittò per attaccare quei nobili genovesi che nel frattempo preferirono la fuga e l'esilio alla rivolta. E quando il 6 dicembre 1746 un'insurrezione popolare si mosse tra le strade e piazze di Genova - con il celebre episodio del Balilla - si fece promotore affinché il governo appoggiasse apertamente gli insorti e i ribelli. Tuttavia, già il giorno dopo preferì tornare sui suoi passi cercando di spegnere la rivolta con l'affermazione "Siamo tra due flagelli del popolo e de' Tedeschi". Un comportamento quello del Franzoni che il popolo considerò rapidamente "ambiguo" e quasi d'appoggio alla potenza austriaca tanto che il 12 dicembre alcuni popolani del borgo di Recco tentarono di dar fuoco ad un suo palazzo presente nella cittadina del levante ligure.
Negli anni a seguire sempre più tradizionalista fu la linea che adottò Matteo Franzoni nei suoi interventi al Minor Consiglio - nel 1754 fortemente si oppose ad una piccola riforma che avrebbe portato ad un'innovazione moderna in tema di amministrazione periferica, facendo leva sulla centralità del governo - e fu alquanto probabile che questa presa di posizione assunta dal Franzoni lo portò alla carica dogale quale unico e adatto candidato alla guida di uno stato sempre più chiuso in se stesso. Il 22 giugno 1758 il Gran Consiglio lo nominò doge: il centoventesimo in successione biennale e il centosessantacinquesimo nella storia repubblicana.

## Il dogato e gli ultimi anni
Il mandato biennale del doge Matteo Franzoni venne ricordato negli annali e dai più illustri storici genovesi, soprattutto quelli maggiormente legati al clero, come impopolare e dispotico; fu criticato nelle scelte di aver convocato poche volte il Senato e comunque di aver assunto una guida totalitaria e indipendente, talvolta anche sconfinando al di là delle proprie autorità e ruoli. E proprio contro il potere religioso della Santa Sede si fece ancora una volta promotore il doge Franzoni, soprattutto dopo il rifiuto da Roma alla proposta della Repubblica di Genova di nomina e controllo dei vari vescovi e sacerdoti dimoranti nella tormentata isola-colonia di Corsica. La risposta negativa non fece altro che incrinare maggiormente i rapporti tra lo stato genovese e la curia cittadina, con successive promulgazioni di ordinanze dogali quali l'espulsione dai territori della Repubblica di tutti i cappuccini o, ancora, l'obbligo di levarsi la secreta-cupolina al passaggio del doge, a mo' di saluto e rispetto, nelle varie cerimonie in cui presenziava la massima carica genovese.
La visita di un visitatore apostolico in Corsica scatenò maggiormente le ire del doge verso il clero e il pontefice Clemente XIII: condannò il gesto quasi come un appoggio ai ribelli ed emanò il 14 aprile 1760 un editto che prometteva 6.000 scudi a chi avesse catturato e consegnato alla Repubblica il visitatore apostolico.
Cessata la carica il 22 agosto dello stesso anno, contrariamente alle aspettative di buona parte della nobiltà e del popolo genovese, i supremi sindacatori si pronunciarono positivamente per la successiva nomina di procuratore perpetuo, carica spettante agli ex dogi. E ancora servì lo stato come preside del magistrato di Guerra nel 1761, deputato alla Guardia dei confini nel 1762 e al magistrato del Culto divino e dei monasteri (1766).
Matteo Franzoni morì a Genova l'11 gennaio 1767 trovando sepoltura nella chiesa di San Carlo in via Balbi. Lasciò come suo unico erede Matteo Andrea Franzoni, secondogenito di suo nipote Stefano.